# هالی کوپ
هالی کوپ (به انگلیسی: Haley Cope) (زادهٔ ۱۱ آوریل ۱۹۷۹) شناگر اهل ایالات متحده آمریکا است.